# Halebidu
Halebidu è una città dell'India di 8 900 abitanti, del distretto di Hassan, nello stato federato del Karnataka. Halebidu (precedentemente chiamata Dorasamudra o Dwarasamudra) fu la capitale regale dell'Impero Hoysala nel XII secolo.

## Luoghi di interesse

### Tempio Hoysaleshvara
La costruzione del tempio fu iniziata dal re Vishnuvardhana nel 1121, ma non fu mai completato. La struttura include due templi perfettamente identici, ognuno con un santuario per il linga, rivolto verso est e che dà verso una sala ed un portico con tramezzi. Posto prima di ciascun tempio si trova un padiglione contenente una grandiosa statua del toro Nandi.

Dal punto in cui le due sale si uniscono a formare uno spazionso colonnato interno, i due templi divengono un singolo monumento. I muri esterni si poggiano su fregi di animali sia reali che di fantasia, mentre nel mezzo si possono vedere scene tratte dal Rāmāyaṇa e dal Mahābhārata.
Di fronte al tempio vi è anche un museo archeologico. Dal 2023 è iscritto nella Lista dei patrimoni dell'umanità come parte del sito seriale Complessi sacri degli Hoysala.

### Antico palazzo reale
L'antico palazzo reale della dinastia Hoysala è ancora sepolto; rimangono in evidenza i bastioni che al tempo circondavano e proteggevano la città. Fuori città, verso est, si trova il grande serbatoio di Dorasamudra, antico nome della città.